# Підгострий бактеріальний ендокардит
Підгострий бактеріальний ендокардит (інфекційний ендокардит, застаріле — ендокардит септичний затяжний) — захворювання інфекційного характеру з ураженням як серця (перш за все ендокарду), так й деяких інших внутрішніх органів.
Ендокардит виникає частіше у хворих з ревматичними або вродженими вадами серця (зокрема й після операції на серці), а також атеросклерозом. Рідше хвороба виникає у незміненому серці.
Хворобу зазвичай спричинює стрептокок, рідше стафілокок або інші мікроорганізми.

## Клінічні прояви
Клінічна картина часто в першу чергу характеризується позасерцевими проявами. У типових ситуаціях розвивається висока гарячка з ознобом, пітливість, біль у суглобах іноді з поліартритом, петехіальний висип на шкірі та слизових оболонках, зокрема на нижній повіці (симптом Лукіна). Пальці набувають форму «барабанних паличок», нігті — «годинникового скла». Характерне формування недостатності аортального клапана з появою діастолічного шуму в V точці та зниженням діастолічного тиску. Одночасно уражається й міокард, у зв'язку з чим розвиваються порушення ритму та застійні явища. Дуже часто відмічають збільшення селезінки та печінки, ураження нирок із протеїнурією внаслідок нефриту або тромбоемболій. Частим ускладненням септичного ендокардиту є тромбоемболії в нирки, селезінку, мозок.

## Діагностика
У крові знаходять анемію, лейкопенію, підвищену ШОЕ, білкові зрушення. При посіві крові, який потрібно проводити до лікування антибіотиками, іноді вдається виявити збудника хвороби, що має значення для вибору лікування.
За останні роки значно частіше зустрічаються стерті форми перебігу хвороби без гарячки. При цьому в клінічній картині переважає ураження одного органу: нирок, суглобів, кісткового мозку з анемією, селезінки у хворих зі сформованою раніше ревматичною вадою. У цих випадках діагноз іноді може бути підтверджений при пробному лікуванні антибіотиками.

## Лікування
Лікування починають з введення пеніциліну в дозі 6-8 млн ОД/добу, вводять його дрібно в/м через кожні 3 год упродовж 1-1,5 міс. у поєднанні зі стрептоміцином до усунення ознак активності хвороби. При відсутності помітного ефекту слід через декілька днів призначати напівсинтетичні пеніциліни, цепорин (4-6 млн ОД), еритроміцин, антибіотики широкого спектра дії. При стертому перебігу хвороби лікування антибіотиками доцільно поєднувати з призначенням преднізолону (15-20 мг/добу) або іншими протизапальними засобами (індометацин, бруфен). При наявній серцевій недостатності проводять відповідну терапію.

## Профілактика
Профілактика хвороби зводиться до своєчасного лікування загострень вогнищевої інфекції, каріозних зубів у хворих з ревматичними та вродженими вадами серця.